# The Innocents (série de televisão)
The Innocents (estilizado como The Innøcents) é uma série de televisão sobrenatural britânica criada por Hania Elkington e Simon Duric. A série estreou em 24 de agosto de 2018 na Netflix.

## Elenco
- Sorcha Groundsell como June McDaniel
- Percelle Ascott como Harry Polk
- Sam Hazeldine como John McDaniel
- Nadine Marshall como Christine Polk
- Jóhannes Hauker Jóhannesson como Steinar
- Laura Birn como Elena Askelaand
- Ingunn Beate Øyen como Runa Gundersen
- Arthur Hughes como Ryan McDaniel
- Guy Pearce como Bendik 'Ben' Halvorson

## Episódios

### 1ª Temprada (2018)
| N.º | Título                                                              | Dirigido por     | Escrito por                                 | Exibição original    |
| --- | ------------------------------------------------------------------- | ---------------- | ------------------------------------------- | -------------------- |
| 1   | "The Start of Us" "(Como tudo começou)"                             | Farren Blackburn | Hania Elkington                             | 24 de agosto de 2018 |
| 2   | "Keep Calm, Come to No Harm" "(Calma, não é nada)"                  | Farren Blackburn | Simon Duric                                 | 24 de agosto de 2018 |
| 3   | "Bubblegum & Bleach" "(Chiclete e água sanitária)"                  | Farren Blackburn | Hania Elkington                             | 24 de agosto de 2018 |
| 4   | "Deborah" "(Deborah)"                                               | Farren Blackburn | Hania Elkington                             | 24 de agosto de 2018 |
| 5   | "Passionate Amateur" "(Amador apaixonado)"                          | Jamie Donoughue  | Simon Duric, Hania Elkington & Stacey Gregg | 24 de agosto de 2018 |
| 6   | "Not the Only Freak in Town" "(Não sou a única esquisita por aqui)" | Jamie Donoughue  | Corinna Faith                               | 24 de agosto de 2018 |
| 7   | "Will You Take Me Too?" "(Me leva junto?)"                          | Farren Blackburn | Hania Elkington                             | 24 de agosto de 2018 |
| 8   | "Everything. Anything." "(Faria tudo por você, qualquer coisa.)"    | Farren Blackburn | Hania Elkington                             | 24 de agosto de 2018 |

## Produção
A série foi encomendada pela Netflix em agosto de 2017. Em fevereiro de 2018, o título da série foi anunciado, juntamente com a notícia de que a série será filmada principalmente na Inglaterra, Skipton e Noruega. Carly Paradis compõe músicas para a série.